# Natuurpark Serra d’Irta

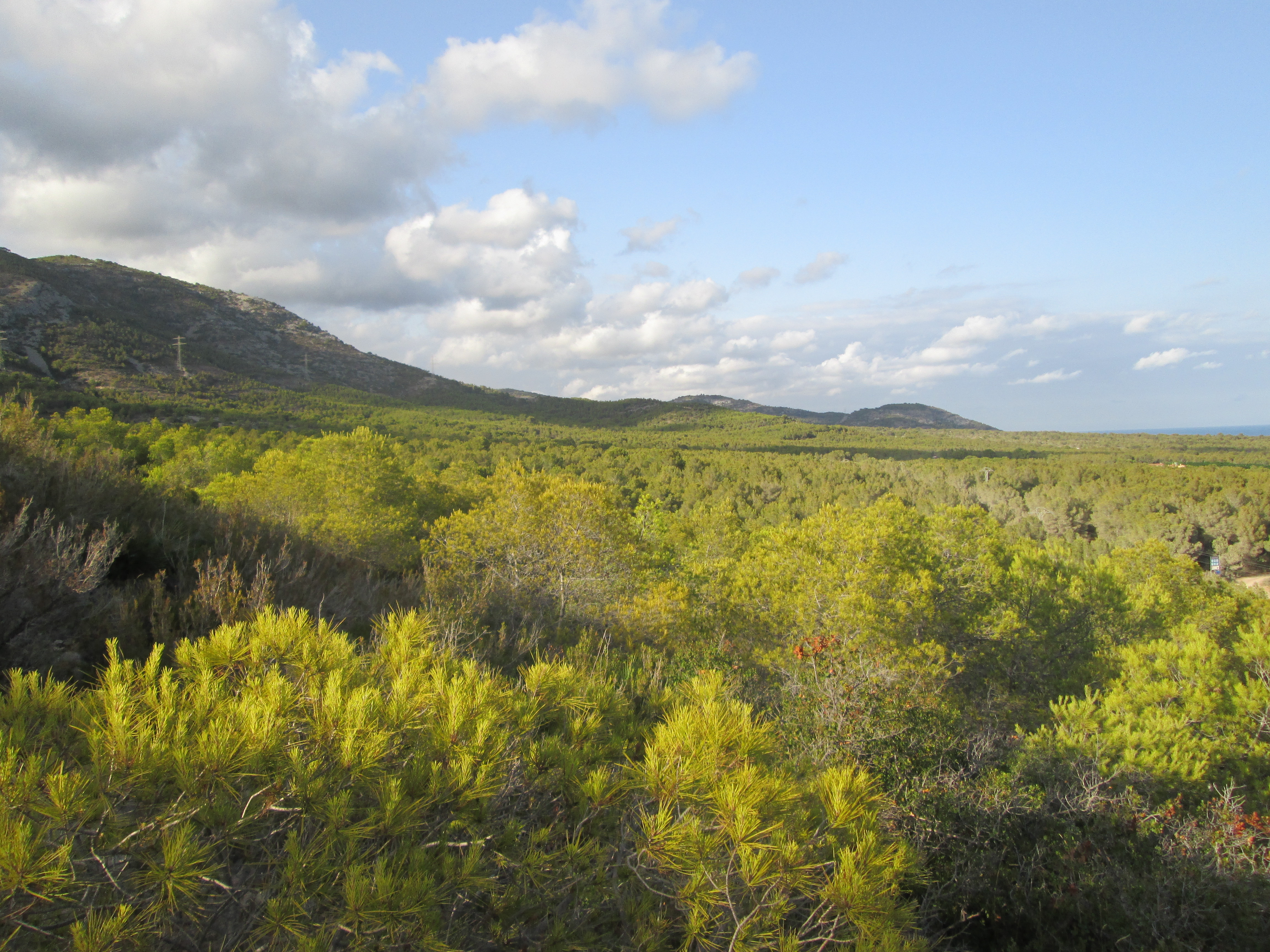

Het Natuurpark Serra d’Irta (Valenciaans: Parc Natural de la Serra d’Irta/Spaans: Parque natural de la Sierra de Irta) is een natuurpark in de regio Valencia in Spanje. Het natuurpark werd opgericht in 2002 en is 7743 hectare groot. Het natuurpark omvat gebergte met bossen en kustlijn.